# Klinijevci
Klinijevci ili Klinijevski pokret je reformski pokret Katoličke crkve. Nastao je reformom benediktinskog reda u 10. stoljeću u benediktinskom samostanu Cluny u Francuskoj (Burgundija). Klinijevci su zahtijevali da se obnovi i povrati poljuljani autoritet Crkve, učvrsti crkvena disciplina te da svećenici stiču potrebno obrazovanje. Monasi-klinijevci su osnivali nove samostane koji su postajali žarišta reformnog pokreta. Posebno su se zalagali protiv laičke (svjetovne) investiture, sve učestalije simonije i nepoštivanja celibata (bezbračnog života svećenika).
Nastajanja Klinijevaca naišla su na dobar prijem kod dijela evropskih vladara. Na drugoj strani Klinijevci su naišli na žestok otpor njemačkih kraljeva frankonske dinastije, posebno Henrika IV. To je izazvalo dugogodišnju borbu između papastva i carstva.